# 후지나미 코코
후지나미 코코(일본어: 藤波 洸子 ふじなみ こうこ[*], 1925년 8월 10일 - 1983년 11월 7일)는 전 다카라즈카 가극단 하나구미 조장을 맡았던 배우이다.
시가현 히코네시, 토요에이와여학교 출신이다. 재단 시절의 예명은 히사마츠 잇세이가 지어줬다. 애칭은 "야마코"이다.

## 약력ㆍ인물
1940년, 다카라즈카 음악무용학교 (현 다카라즈카 음악학교)에 입학하여, 1942년에 다카라즈카 가극단 30기생으로 입단했다. 입단 당시 성적은 16명 중 3등이다.
1952년, 하나구미 조장에 취임하여, 1953년에 퇴임했다.
1956년, 다카라즈카 가극단을 퇴단했다. 최종 출연 공연은 하나구미 공연 『들뜬 다이묘(浮かれ大名)／천사와 산적(天使と山賊)』이다.
1959년부터 토호 연극부에 소속되었다.
1983년 11월 7일, 다카라즈카 가극단 70주년을 앞두고 58세의 나이로 사망했다.

## 영화
- かっぱ六銃士 (1953년, 토호)- X28호 役
- 蝶々夫人 (1955년)- 게이샤 役
- 恋すれど恋すれど物語 (1956년, 토호)- 오츠타(おつた) 役
- 新しい背広 (1957년)- 콘노 카요(紺野加代) 役
- 女の花道 (1971년, 토호)- 오린(おりん) 役

## TV드라마
- 片恋 (NTV, 1958년 10월 8일)
- 雪解け (NHK, 1959년 3월 20일)
- 春夏秋冬 (NTV, 1959년 5월 24일)
- 求婚旅行 (NET, 1959년 10월 1일 - 1959년 10월 8일)＊藤浪洸子名義
- 華族女房 (NET, 1959년 11월 1일)
- 共犯者 (CX, 1960년 1월 2일)
- 夫婦百景 (NTV)
  - 제 90화 「母型女房」 (1960년 1월 25일)
  - 제 98화 「小心亭主」 (1960년 3월 21일)
  - 제 101화 「おせっかい亭主」 (1960년 4월 11일)
  - 제 110화 「くいちがい夫婦」 (1960년 6월 13일)
  - 제 120화 「家の皇后さま」 (1960년 8월 22일)
  - 제 127화 「お荷物亭主」 (1960년 10월 10일)
  - 제 138화 「スポンサー女房」 (1960년 12월 26일)
  - 제 153화 「相惚れ夫婦」 (1961년 4월 10일)
  - 제 165화 「ある旅役者夫婦」 (1961년 7월 3일)
  - 제 220화 「駅弁夫婦」 (1962년 7월 23일)
  - 제 231화・제 232화 「女房馬鹿」 (1962년 10월 8일 - 1962년 10월 15일)
  - 제 346화 「禁酒禁言」 (1964년 12월 21일)
  - 제 353화 「H?亭主」 (1966년 4월 26일)
- 泥かぶら (NTV, 1960년 4월 13일)
- おかあさん
  - 제 50화 「山の灯」 (KR, 1960년 9월 29일)
  - 제 72화 「つむじ風」 (TBS, 1961년 3월 2일)
- エデンの海 (NTV, 1962년 8월 30일)

## 같이 보기
- 도쿄도 출신 인물 목록